# 香辛料

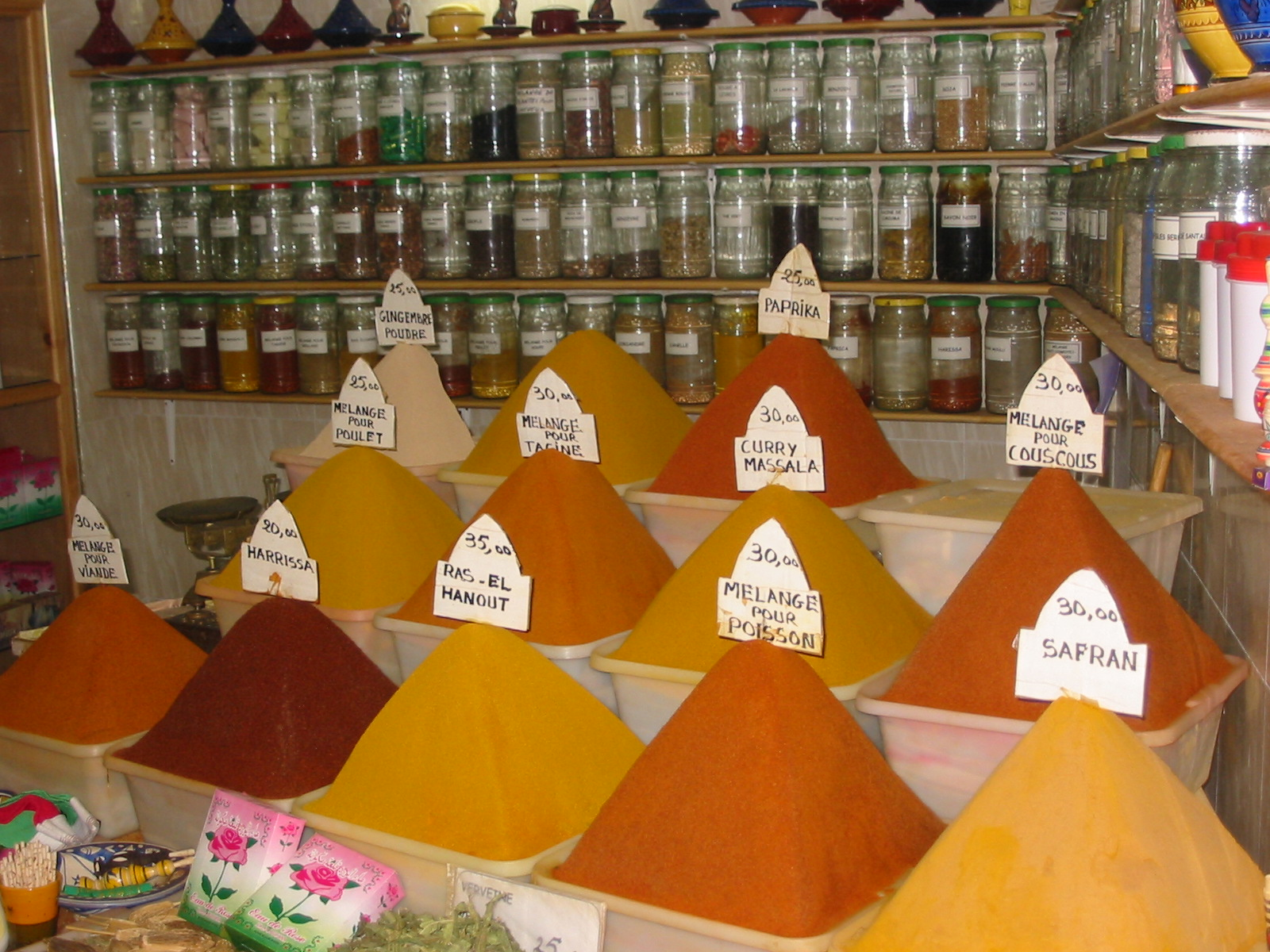
摩洛哥的香料店

辛香料，又稱香辛料、香料，是一些乾的植物的种子、果实、根、树皮做成的调味料的总称，例如胡椒、丁香、肉桂等。它们主要是被用于为食物增加香味，而不是提供营养。用于香料的植物有的还可用于医药、宗教、化妆。

## 种类
天然香料根据原材料所取自的植物体部位可以分为：
- 果实或种子，如茴香、芥末、胡椒、零陵香豆等
- 假种皮，如肉豆蔻皮
- 树皮，如肉桂、桂皮
- 花蕾，如丁香
- 雌蕊柱头，如番红花
- 地下营养结构，如根和根茎，如姜黄、生姜和高良姜。
- 树脂，如阿魏

## 历史
| Rank                           | Country    | 2010      | 2011      |
| ------------------------------ | ---------- | --------- | --------- |
| 1                              | 印度       | 1,474,900 | 1,525,000 |
| 2                              | 孟加拉     | 128,517   | 139,775   |
| 3                              | 土耳其     | 107,000   | 113,783   |
| 4                              | 中國       | 90,000    | 95,890    |
| 5                              | 巴基斯坦   | 53,647    | 53,620    |
| 6                              | 伊朗       | 18,028    | 21,307    |
| 7                              | 尼泊爾     | 20,360    | 20,905    |
| 8                              | 柬埔寨     | 16,998    | 19,378    |
| 9                              | 埃塞俄比亞 | 27,122    | 17,905    |
| 10                             | 斯里蘭卡   | 8,293     | 8,438     |
| —                              | World      | 1,995,523 | 2,063,472 |
| 資料來源: 聯合國糧食及農業組織 |            |           |           |

香料在人类历史有重大影響，最早香辛料大部分是用在醫療用途，香料對若干疾病有治療效果。因为从前没有有效的食物储存技术，腌製食物是使秋天获得的食物得以维持過冬的唯一方法，而腌製食物需要用香料與香料原料等食品添加物，隨著食品加工科技的精進及消費者要求高品質的量化，現在市場上充滿了各式各樣的天然加工食品。為了使品質及精緻度的提高，大量生產及保藏性的確保，今後所使用的香料與食品添加物，無論是種類或用量，預期也將越來越多樣性。
在中国，汉朝的张骞开发了通往西域的商路之后，胡麻、胡椒等香料是从西域获得的重要商品之一。明代的航海家郑和下西洋，也从东南亚获得大量胡椒、苏木等香料回国。明朝政府以香料折赏和折俸，一直到成化七年（1471年）才用完。
在欧洲，香料的产量很少，还被当作药材。葡萄牙航海家达·伽马绕过好望角前往印度的最主要的目的就是发现一条新的香料贸易途径。可以说，香料和黄金、传教一样，是促成欧洲地理大发现的重要原因。香料群岛也因欧洲列强对东南亚的争夺而得名。